# 핼리 함대

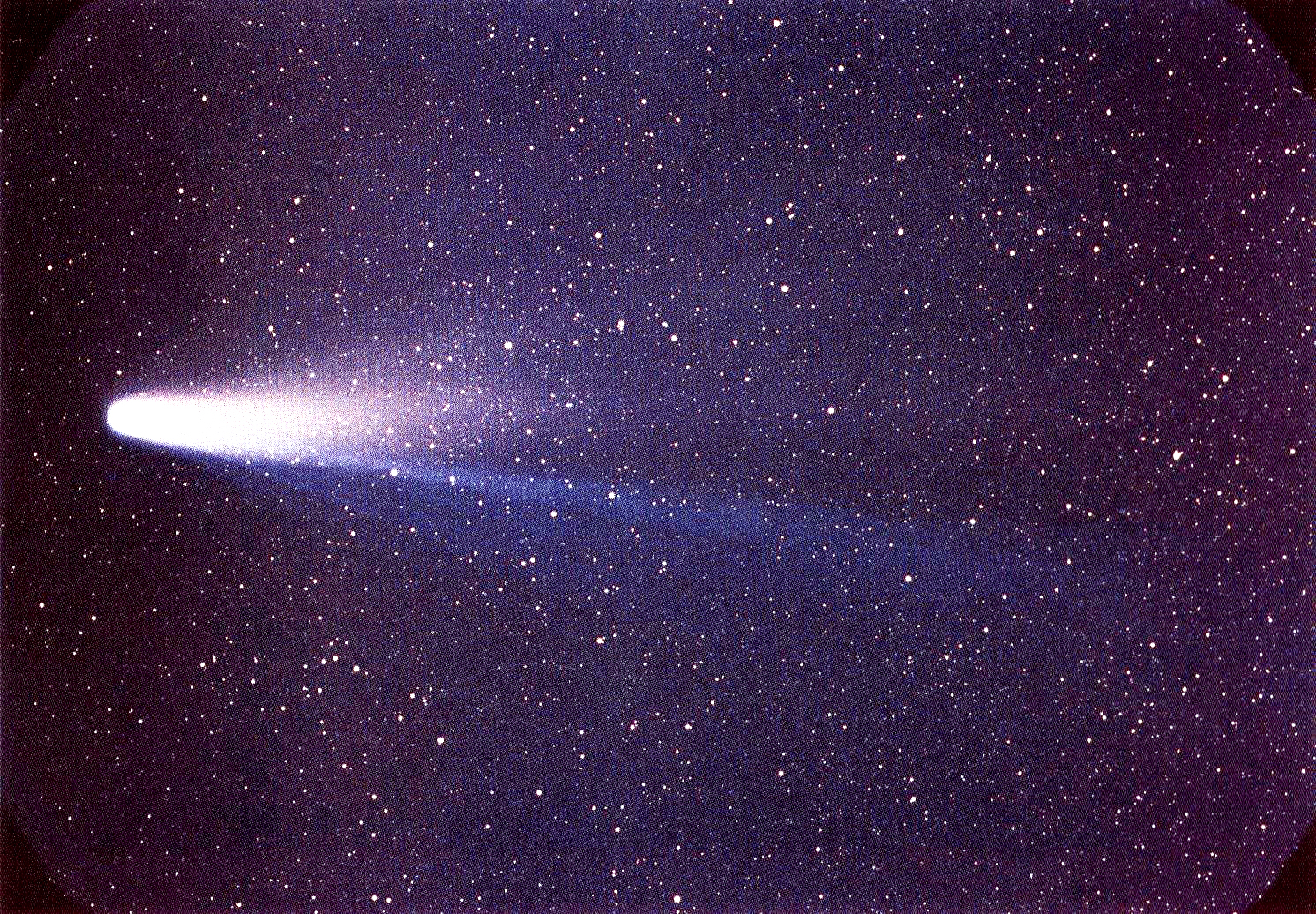
1986년의 핼리 혜성.

핼리 함대(영어: Halley Armada)는 1986년 내태양계로 들어온 핼리 혜성을 탐사하기 위해서 발사했던 다섯 우주 탐사선을 통칭하는 말이다. 함대는 유럽 우주국의 탐사선 1대, 소련과 프랑스의 협력으로 만들어진 탐사선 2대, 일본 우주과학연구소의 탐사선 2대로 이루어졌다. 다른 탐사선에서의 측정값은 없지만, 지오토 탐사선은 핼리 혜성에서 4,000 킬로미터 떨어진 곳을 지나가 핼리 혜성에 가장 가까이 근접한 탐사선이 되었다.

## 주요 탐사선
- 지오토: 혜성의 핵에 접근해서 사진을 찍은 최초의 탐사선이다. (ESA)
- 베가 1호: 핼리 혜성으로 향하기 전에 금성에 기구형 탐사선을 착륙시켰다. (소련/프랑스 인터코스모스)
- 베가 2호: 핼리 혜성으로 향하기 전에 금성에 기구형 탐사선을 착륙시켰다. (소련/프랑스 인터코스모스)
- 스이세이: PLANET-A라고도 알려져 있다. 사키가케에서 얻은 데이터는 스이세이에 적용되어 핼리 혜성 탐사에 사용되었다. (ISAS)
- 사키가케: 지구의 중력을 탈출한 최초의 일본 탐사선이다. 장비 실험이 주요 목적 중 하나였다. (ISAS)

## 보조 탐사선
여기에 기술된 탐사선들은 각자의 기기를 사용해서 핼리 혜성을 관측한 탐사선들을 예기한다.
- 파이어니어 7호: 1986년 8월 17일 태양 궤도로 발사되어 태양 자기장, 태양풍, 우주선을 관측하는 것이 목적이었다. 1986년 3월 20일, 탐사선은 핼리 혜성에서 1230만 킬로미터 떨어진 곳을 지나가면서 혜성의 꼬리와 태양풍의 상호작용을 측정했다.[1]

- 파이어니어 금성 궤도선: 1986년 2월 9일 금성 궤도상에서 핼리 혜성을 관측했다. 탐사선의 자외선 분광기는 지구에서는 관측하기 어려웠던, 혜성의 핵에서 물이 빠져나가는 모습을 관측했다.[2]

- 국제 혜성 탐사선: 1985년 자코비니-지너 혜성을 방문했고, 1986년 3월 태양과 핼리 혜성 사이로 들어가 관측을 했다.[1]

## 취소
1986년 1월 28일 발사된 챌린저 우주왕복선에는 핼리 혜성을 관측하기 위한 SPARTAN-203 장비가 실렸지만, 우주왕복선이 궤도 진입에 실패하여 혜성 관측 및 다른 모든 계획이 취소되었다.

## 관측 추정
- 1986년 3월 소유스 T-15의 승무원들이 핼리 혜성을 관측했을 것이라고 추정되긴 하지만, 정확한 증거는 없다.